# Zalesie (powiat konecki)
Zalesie – osada leśna w Polsce, położona w województwie świętokrzyskim, w powiecie koneckim, w gminie Ruda Maleniecka.